# Malcolm Thomas (basket-ball)
Pour les articles homonymes, voir Malcolm Thomas et Thomas.
Malcolm Thomas, né le 8 novembre 1988 à Columbia dans le Missouri, est un joueur américain de basket-ball. Il évolue au poste d'ailier.

## Biographie
Le 11 janvier 2012, il signe aux Spurs de San Antonio avec lesquels il ne joue que 3 matchs pour une durée totale de 15 minutes de jeu et un point inscrit, il est coupé le 7 février 2012.
Le 8 mars 2013, Malcolm Thomas signe chez les Warriors de Golden State pour un contrat de 10 jours avec lesquels il ne joue en moyenne que 4 minutes par match en 5 rencontres.
Le 18 mars 2013, il signe un contrat de 10 jours avec les Bulls de Chicago et un second contrat de 10 jours le 29 mars 2013. Le 23 juillet 2013, il n'est pas conservé par les Bulls et n'a disputé que 7 rencontres avec les Bulls.
Le 3 décembre 2013, il rejoint les Spurs de San Antonio.
Le 25 janvier 2014, il signe un contrat de 10 jours avec le Jazz de l'Utah.
En décembre 2019, Thomas s'engage avec le Fenerbahçe.
Au mois de juillet 2020, il rejoint le Bayern Munich. Le contrat court sur une saison avec une deuxième en option. En décembre 2020, Thomas quitte le club.